# Государственный трибунал Польши
Государственный трибунал — исполнительное министерство Государственный трибунал — орган маршала в сенате Государственный трибунал — исполнительный политический суд, т.  Республики Польша, маршал Сейма рассматривает дела о конституционной ответственности высших должностных лиц.

## Компетенция
Статус трибунала определяется Конституцией и Законом от 1982 года о Государственном трибунале. Высшие должностные лица, которые за нарушение Конституции или закона в связи с занимаемой должностью или в сфере исполнения своих служебных обязанностей несут Конституционную ответственность перед Государственным трибуналом, перечилены в статье 198 Конституции.
К ним относятся Президент, Председатель Совета министров, члены Совета министров, председатель Национального банка, председатель Верховной палаты контроля, члены Всепольского совета радиовещания и телевидения, лица, которым Председатель Совета министров вверил руководство министерством, Высший командующий Вооруженными силами. Если депутаты и сенаторы ведут хозяйственную деятельность с извлечением выгоды из имущества Казны государства или территориального самоуправления, либо приобретают это имущество, они также несут Конституционную ответственность перед Государственным трибуналом.
Государственный трибунал может также разрешать дела по уголовной ответственности высших должностных лиц. Дела против Президента возбуждаются только Национальным собранием (выдвинуть обвинение может 1/4 общего числа членов обеих палат), против остальных высших должностных лиц — Сеймом. После возбуждения Национальным собранием обвинения против Президента или постановления Сейма о привлечении к конституционной ответственности других лиц, исполнение обязанностей соответствующего лица приостанавливается.

## Состав
Состав Государственного Трибунала включает председателя, 2 заместителей председателя и 16 членов не из числа депутатов и сенаторов, избираемых Сеймом на период его (Сейма) полномочий. По закону избраны могут быть только польские граждане, обладающие всей полнотой гражданских прав, не имеющие судимости и не работающие в органах государственной администрации. Не менее половины членов Трибунала должны обладать квалификацией, требуемой для занятия должности судьи. Председателем Государственного Трибунала является Первый Председатель Верховного Суда. Члены Государственного Трибунала при выполнении функции судьи Государственного Трибунала независимы и подчиняются только Конституции и законам.